# اسنوت

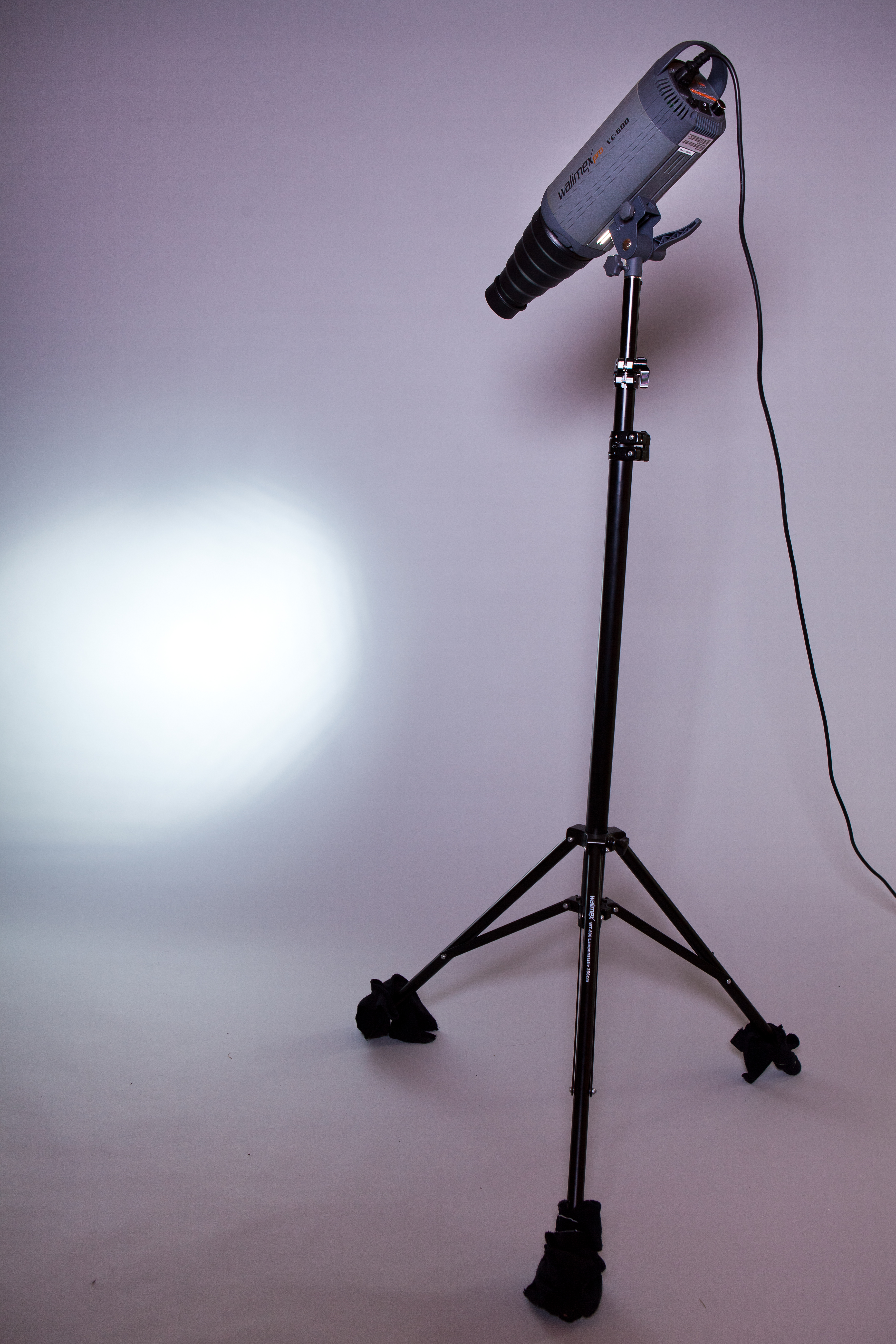
یک اسنوت

اسنوت (به انگلیسی: Snoot) یک قطعهٔ ساده و لوله‌ای است که نور فلاش یا پروژکتور را کنترل می‌کند و به عکاس اجازه می‌دهد تا میزان و جهت پرتو نور را به‌طور دلخواه، هدایت و کنترل کند. اسنوت‌ها ممکن است، مخروطی، استوانه‌ای یا مستطیلی شکل باشند.